# Burr Steers
Burr Gore Steers (Washington D. C., 8 de octubre de 1965) es un actor, guionista y director de cine y televisión estadounidense. Es sobrino de Jacqueline Kennedy y Gore Vidal y hermano del pintor Hugh Auchincloss Steers. Entre sus trabajos más conocidos como director se encuentran Igby Goes Down (2002), 17 Again (2009) y Charlie St. Cloud (2010).

## Filmografía como director
| Año  | Título                       |
| ---- | ---------------------------- |
| 2002 | Igby Goes Down               |
| 2005 | The L Word (TV)              |
| 2005 | Weeds (TV)                   |
| 2007 | Big Love (TV)                |
| 2009 | 17 Again                     |
| 2010 | Charlie St. Cloud            |
| 2016 | Orgullo y prejuicio y zombis |

## Filmografía como actor
| Año  | Título                 |
| ---- | ---------------------- |
| 1989 | The Intruder           |
| 1989 | Billy the Kid (TV)     |
| 1990 | Room for Romance       |
| 1992 | Reservoir Dogs         |
| 1993 | Naked in New York      |
| 1993 | Silk Stalkings         |
| 1994 | Pulp Fiction           |
| 1997 | Fix                    |
| 1998 | The Last Days of Disco |

## Filmografía como guionista
| Año  | Título                       |
| ---- | ---------------------------- |
| 2002 | Igby Goes Down               |
| 2003 | How to Lose a Guy in 10 Days |
| 2011 | This Means War               |